# Watu Wote
Watu Wote: All of Us, o simplemente Watu Wote es un cortometraje de acción en vivo keniano-alemán de 2017 dirigido por Katja Benrath, como su proyecto de graduación en la Hamburg Media School y está basado en el ataque del autobús Mandera en diciembre de 2015 por el grupo militante Al-Shabbaab en Kenia ocupado por cristianos y musulmanes. La película recibió elogios de la crítica, fue ganadora Premio de la Academia para estudiantes y recibió una nominación al Premio de la Academia al Mejor Cortometraje de Acción en Vivo en los 90 Premios de la Academia en 2018.

## Sinopsis
Jua, un cristiano residente en Kenia, sube a un autobús alquilado para visitar a un familiar y se siente incómodo al estar rodeado de pasajeros musulmanes. El autobús es detenido por el violento grupo terrorista Al-Shabaab, cuyos miembros exigen que los musulmanes identifiquen a los pasajeros cristianos.

## Elenco
- Barkhad Abdirahman como Abdirashid Adan
- Faysal Ahmed como Hassan Yaqub Ali (líder de Al-Shabaab)
- Mahad Ahmed como pasajero
- Abdiwali Farrah como Salah Farah
- Charles Karumi como Issa Osman
- Alex Khayo como oficial de GSU
- Gerald Langiri como oficial de GSU
- Justin Mirichii como James Ouma
- Saada Mohammed como Astuhr
- Douglas Muigai como oficial de GSU
- Adelyne Wairimu como Jua

## Recepción
En el sitio web del agregador de reseñas Rotten Tomatoes, la película tiene una calificación de aprobación del 100% según 9 reseñas, con una calificación promedio de 8.2 / 10.

### Premios y nominaciones
- Nominado: Óscar al mejor cortometraje de acción en vivo
- Ganador: (Placa de oro) Premio de la Academia para estudiantes a la mejor escuela de cine internacional - Narrativa